# Mr.スキャンダル
『Mr.スキャンダル』（原題:The Look of Love）は2013年に公開されたイギリスの伝記映画である。監督はマイケル・ウィンターボトム、主演はスティーヴ・クーガンが務めた。なお、本作がWOWOWで放送された際には、『ミスター・スキャンダル』という邦題が使用された。

## 概略
1992年のロンドン。ポール・レイモンドは娘（デビー）の葬儀に参列していた。帰宅後、レイモンドはデビーと一緒に出演したテレビ番組を録画したビデオテープを発見した。それを再生しながら、レイモンドはふと自分の人生―ストリップ劇場の経営やポルノ雑誌の出版で成功し、そこで得た利益を不動産に投資してイギリス最大の資産家にまで上り詰めた。しかし、コカインを常用していたことが原因で、デビーを死に追いやってしまった―を振り返っていくのだった。

## キャスト
- スティーヴ・クーガン - ポール・レイモンド
- イモージェン・プーツ - デビー・レイモンド
- アンナ・フリエル - ジーン・レイモンド
- タムシン・エガートン - フィオナ・リッチモンド
- デヴィッド・ウォリアムス - ヴィカー・エドウィン・ヤング
- クリス・アディソン - トニー・パワー
- シャーリー・ヘンダーソン - ラスティ・ハンフリーズ
- ジェームズ・ランス - カール・スニッチャー
- ポール・ポップルウェル - ジャーナリスト
- サラ・ソルマーニ - アナ
- ヴェラ・フィラトーヴァ - モニカ
- マシュー・ビアード - ハワード・レイモンド
- サイモン・バード - ジョナサン・ホッジ
- キーラン・オブライエン - ジミー・ハンフリーズ
- マット・ルーカス - ディヴァイン
- スティーヴン・フライ - 弁護士
- マイルス・ジャップ - インタビュアー
- ピーター・ワイト - 警部
- リーアム・ボイル - デリー

## 製作
2012年2月17日、スティーヴ・クーガン、イモージェン・プーツ、アンナ・フリエル、タムシン・エガートンがマイケル・ウィンターボトム監督の新作映画『The King Of Soho』に出演することになったと報じられた。3月12日、本作の主要撮影がロンドンで始まった。しかし、本作のタイトルをめぐって、ハワード・レイモンド（ポール・レイモンドの息子）―本作の製作が始まる前に、同じタイトルで父親の伝記映画を製作しようとしていた―から訴訟を起こされたため、後にタイトルは『The King Of Soho』から『The Look of Love』に変更された。

## 公開・マーケティング
2012年11月12日、本作の劇中写真が初めて公開された。2013年1月19日、本作はサンダンス映画祭でプレミア上映された。21日、IFCフィルムズが本作の全米配給権を獲得したと報じられた。2月10日、第63回ベルリン国際映画祭で本作の上映が行われた。3月7日、本作のオフィシャル・トレイラーが公開された。

## 評価
本作に対する批評家の評価は平凡なものに留まっている。映画批評集積サイトのRotten Tomatoesには74件のレビューがあり、批評家支持率は54%、平均点は10点満点で5.74点となっている。サイト側による批評家の見解の要約は「『Mr.スキャンダル』はポール・レイモンドの伝記映画の決定版と言える出来には到達していないし、スティーヴ・クーガンの豊かな才能を十全に活用できているとも言い難い。しかし、同作は1960年代のロンドンに漂っていた自由奔放な雰囲気を楽しめる形で表現している。」となっている。また、Metacriticには20件のレビューがあり、加重平均値は57/100となっている。